# Max Frauböse
Max Frauböse (* 15. Juni 1892 in Itzehoe; † 25. Juni 1966) war ein deutscher Politiker der CDU.
Frauböse, promovierter Jurist, war als Rechtsanwalt und Notar in Heide (Holstein) tätig. Danker und Lehmann-Himmel charakterisieren ihn in ihrer Studie über das Verhalten und die Einstellungen der Schleswig-Holsteinischen Landtagsabgeordneten und Regierungsmitglieder der Nachkriegszeit in der NS-Zeit als „politisch angepasst“. Er gehörte nach dem Zweiten Weltkrieg 1946/47 beiden ernannten Landtagen in Schleswig-Holstein an. Er engagierte sich insbesondere im Bereich der Innen- und Rechtspolitik und war Mitglied in den entsprechenden Landtagsausschüssen.